# Atkinson County
Atkinson County är ett administrativt område i delstaten Georgia, USA, med 8 375 invånare. Den administrativa huvudorten (county seat) är Pearson. 

## Geografi
Enligt United States Census Bureau så har countyt en total area på 891 km². 875 km² av den arean är land och 16 km² är vatten. 

### Angränsande countyn
- Coffee County - nord
- Ware County - öst
- Clinch County - sydost
- Lanier County - syd
- Berrien County - väst